# Sacred Spirit
Sacred Spirit est un groupe allemand. Il est composé par Claus Zundel, Ralf Hamm et Markus Staab. Le style musical est électronique, new age, musiques du monde, ambient, house, jazz et des genres de blues. Ce groupe a  beaucoup de succès durant l'été 1995 notamment avec le single Yeha-Noha.
Le nombre d'albums vendus dans le monde est estimée à plus de 15 millions d'exemplaires[réf. nécessaire]. Pour chaque album vendu, un don est fait au Native American Rights Fund.

## Histoire
Le premier album, Chants and Dances of the Native Americans, sort en 1994. L'album est nommé pour le Grammy Award du meilleur album New Age. En accord avec le thème amérindien, Zundel adopte le pseudonyme The Fearsome Brave, et sur ses nombreux autres projets, il est simplement crédité en tant que The Brave. Le style musical transmet les histoires, les légendes et les difficultés des Amérindiens en combinant des chants samplés des tribus Navajo, Pueblos et Sioux et du peuple Sami avec des synthétiseurs, le tout poussé par un mélange de tambours traditionnels et de rythmes de danse électroniques. Le premier single de l'album, Yeha-Noha (souhaits de bonheur et de prospérité), a largement contribué à propulser Sacred Spirit sous les feux de la rampe. Le single atteint la première place dans un certain nombre de pays, dont six semaines en France. Aux États-Unis, Yeha Noha, chanté par Kee Chee Jake, un ancien Navajo de Chinle, en Arizona, atteint le top 20 du Billboard Hot 100. L'album est considéré comme l'un des projets énigmatiques les plus aboutis de tous les temps, avec plus de sept millions d'albums vendus dans le monde. Il atteint le top 10 et se classe pendant vingt-sept semaines dans le UK Albums Chart.
Virgin Records sort le troisième album de Sacred Spirit en 2000. L'album est nommé pour le meilleur Grammy Award New Age en 2001. Cette fois, le nom du projet est légèrement modifié en Indians' Sacred Spirit (et dans certaines régions, même ce nom est abrégé en Indians' Spirit), probablement pour informer les auditeurs qu'il était différent du deuxième album. Le sous-titre est More Chants and Dances of the Native Americans. L'album reprend l'ambiance et la production du premier, mais il est plus instrumental. Bien que toutes les pistes contiennent des chants ou des paroles, chaque chanson est composée de nombreux échantillons courts assemblés, contrairement au premier album qui avait tendance à utiliser un seul échantillon par chanson.
En 2003, deux albums de Sacred Spirit sortent sur le label Higher Octave. Le premier, Jazzy Chill Out, contenait des échantillons vocaux de Lightnin' Hopkins, John Lee Hooker, Anita O'Day et Ella Fitzgerald.

## Discographie
- 1994 : Sacred Spirits Yeha-Noha
- 1995 : Chants and Dances of the Native Americans
- 1997 : One Little Creature - Music of Fading Cultures (Pieces of Time)
- 1997 : Culture Clash
- 2000 : More Chants and Dances of the Native Americans (Sacred Spirit II)
- 2003 : Jazzy Chill Out
- 2003 : Bluesy Chill Out